# 德里克·格文
德里克·尤金·格文（英語：Derrick Eugene Gervin，1963年3月28日—），美国NBA联盟前职业篮球运动员。他在1985年的NBA选秀中第4轮第20顺位被费城76人选中。